# دزرت ویستا استیتس تری (آریزونا)
دزرت ویستا استیتس تری (به انگلیسی: Desert Vista Estates III) یک منطقهٔ مسکونی در ایالات متحده آمریکا است که در آریزونا واقع شده‌است. دزرت ویستا استیتس تری ۴۷۸ متر بالاتر از سطح دریا واقع شده‌است.